# Bill Lee (sanger)
 For alternative betydninger, se Bill Lee. (Se også artikler, som begynder med Bill Lee)
Bill Lee (21. august 1916 – 15. november 1980) var en amerikansk sanger, der lagde stemme eller sangstemme i mange film, for skuespillere i musicals og for mange Disney-figurer.